# Коултервілл (Каліфорнія)
Коултервілл (англ. Coulterville) — переписна місцевість (CDP) в США, в окрузі Маріпоса штату Каліфорнія. Населення — 115 осіб (2020).

## Географія
Коултервілл розташований за координатами 37°42′43″ пн. ш. 120°12′9″ зх. д. / 37.71194° пн. ш. 120.20250° зх. д. (37.711930, -120.202491).  За даними Бюро перепису населення США в 2010 році переписна місцевість мала площу 10,92 км², з яких 10,92 км² — суходіл та 0,00 км² — водойми.

## Демографія
Згідно з переписом 2010 року, у переписній місцевості мешкала 201 особа в 95 домогосподарствах у складі 54 родин. Густота населення становила 18 осіб/км².  Було 130 помешкань (12/км²).
Расовий склад населення:
| - 90,0 % — білих - 2,5 % — корінних американців - 0,5 % — азіатів |

До двох чи більше рас належало 7,0 %. Частка іспаномовних становила 10,0 % від усіх жителів.
За віковим діапазоном населення розподілялося таким чином: 14,9 % — особи молодші 18 років, 63,2 % — особи у віці 18—64 років, 21,9 % — особи у віці 65 років та старші. Медіана віку мешканця становила 52,9 року. На 100 осіб жіночої статі у переписній місцевості припадало 116,1 чоловіків;  на 100 жінок у віці від 18 років та старших — 113,8 чоловіків також старших 18 років.
Цивільне працевлаштоване населення становило 106 осіб. Основні галузі зайнятості: освіта, охорона здоров'я та соціальна допомога — 38,7 %, інформація — 31,1 %, фінанси, страхування та нерухомість — 22,6 %.